# Lord Ross
Lord Ross war ein erblicher britischer Adelstitel in der Peerage of Scotland.
Der Titel wurde 1499 für Sir John Ross, of Halkhead, geschaffen. Das genaue Datum der Verleihung ist nicht gesichert. 1732 erbte der 12. Lord Balnagown Castle, den alten Stammsitz der Earls of Ross. Er und seine Nachfolger als Lords Ross waren dadurch jeweils auch erblicher Clan Chief des Clan Ross.
Seit der 14. Lord am 19. August 1754 ohne Nachkommen verstarb, gilt die Lordship als erloschen.

## Liste der Lords Ross (1499)
- John Ross, 1. Lord Ross († 1501)
- John Ross, 2. Lord Ross († 1513)
- Ninian Ross, 3. Lord Ross († 1556)
- James Ross, 4. Lord Ross († 1581)
- Robert Ross, 5. Lord Ross († 1595)
- James Ross, 6. Lord Ross († 1633)
- James Ross, 7. Lord Ross († 1636)
- William Ross, 8. Lord Ross († 1640)
- Robert Ross, 9. Lord Ross († 1648)
- William Ross, 10. Lord Ross († 1656)
- George Ross, 11. Lord Ross († 1682)
- William Ross, 12. Lord Ross (um 1656–1738)
- George Ross, 13. Lord Ross (um 1682–1754)
- William Ross, 14. Lord Ross (1721–1754)